# Franco Grattarola
Franco Grattarola (Bari, 7 aprile 1963) è un critico cinematografico italiano.

## Biografia
Figlio di Agostino Grattarola (1922-2021), insegnante, giornalista, storico del Risorgimento e dirigente locale e nazionale del Partito Repubblicano Italiano, è uno studioso di storia del cinema, della televisione e del costume. A partire dai primi anni 2000, ha pubblicato diversi volumi dedicati al cinema italiano, fra cui Pasolini, una vita violentata (Coniglio Editore, 2005).
Ha contribuito con saggi a numerosi studi di storia e critica come Pasolini e la televisione (a cura di Angela Felice, Marsilio, 2011), Il portaborse vent'anni dopo (a cura di Italo Moscati, Rubbettino Editore, 2011), Mario Camerini: la nascita della modernità (a cura di Arnaldo Colasanti e Ernesto Nicosia, Gli archivi del '900, 2011), Il cinema di Claudio Gora (a cura di Emiliano Morreale, Rubbettino Editore, 2013), Cinema e Storia 2014. Italia 1977: crocevia di un cambiamento (a cura di Ermanno Taviani, Rubbettino Editore, 2014), Quaderni del CSCI n°12. Le guerre nel cinema italiano dal 1911 a oggi (a cura di Silvio Alovisio, Alessandro Faccioli e Luca Mazzei, Istituto Italiano di Cultura, Barcellona, 2016), Il cinema di Fernando di Leo (a cura di Davide Magnisi e Michele Falcone, Edizioni dal Sud, 2017), Ennio De Concini. Storie di un italiano (a cura di Christian Uva, Edizioni di Bianco e Nero, 2017), Romana Film. Fortunato Misiano e la sua avventura nel cinema (a cura di Steve Della Casa, Edizioni di Bianco e Nero, 2017), Luigi Zampa. Dalla parte del pubblico (a cura di Orio Caldiron e Paolo Speranza, Cinemasud, 2018), Il cinema di Francesco De Robertis (a cura di Massimo Causo, Edizioni dal Sud, 2018), Ieri, oggi e domani. Il cinema di genere in Italia (a cura di Pedro Armocida e Boris Solazzo, Marsilio, 2019), Ennio Flaiano oltre i luoghi comuni (a cura di Alberto Pezzotta, Mimesis, 2024).
Ha collaborato inoltre alla nuova edizione del Dizionario del cinema italiano. I film vol.IV*-IV** (di Roberto Poppi e Mario Pecorari, Gremese Editore, 2009 e 2013), alla "mostra virtuale" sulla censura, promossa dalla Direzione Generale per il cinema del MiBAC in collaborazione con il Centro Sperimentale di Cinematografia e la Cineteca Nazionale, con il saggio Il cinema "vietato ai minori" tra petizioni popolari e commissioni censura, e alla monografia Titanus. Cronaca familiare del cinema italiano (a cura di Sergio M. Germani, Simone Starace, Roberto Turigliatto, Edizioni Sabinae, 2014).
Ha condotto gli audiocommentary contenuti nei dvd dei film Quel gran pezzo dell'Ubalda tutta nuda e tutta calda (Alan Young Pictures, 2004 e Quinto Piano, 2014), Giovannona coscialunga disonorata con onore (Alan Young Pictures, 2004 e Quinto Piano, 2014), Mezzo destro mezzo sinistro - 2 calciatori senza pallone (No Shame Films, 2004, Federal Video, 2011 e Quinto Piano, 2014), Taxi Girl (Alan Young Pictures, 2004) e La nipote (Alan Young Pictures, 2004). 
Come editor ha curato tre romanzi di Umberto Lenzi pubblicati dalla Coniglio Editore: Terrore ad Harlem (2009), Morte al Cinevillaggio (2010) e Scalera di sangue (2011).
Dal 2007 collabora con il Tuscia Film Fest.
Responsabile scientifico e autore dei testi del progetto Tuscia terra di cinema. 
Tra i fondatori della rivista Cine 70 e dintorni, dedicata al cinema italiano di genere, ha collaborato e collabora con diversi periodici (le riviste Blue, XSatelliteX e Classix!, e il quotidiano Libero).
Ha militato nelle file del Partito Radicale, per cui è stato candidato, tra il 1990 e il 2001, al Comune e alla Provincia di Viterbo, dove vive, al Consiglio regionale del Lazio e alla Camera dei deputati.

## Citazioni
È citato, con la sua reale identità anagrafica, nel romanzo Céline è fuori stanza (Coniglio Editore, 2009) di Maurizio Makovec, nel saggio-romanzo Viterbo Hardcore. 20 anni di punk nella Tuscia (Alter Ego, 2013) di Andrea "Capò" Corsetti, nel diario di viaggio Passaggio in Sicilia (Giunti, 2016) di Massimo Onofri, nel film Claudio in arte Claude (regia di Dario Albertini) che vede protagonista Claudio Perone, definito dallo stesso Grattarola come "l'uomo che accese la luce rossa in Italia", nel "libro d'ore contemporaneo, letterario e poetico" Benedetti Toscani. Pensieri in fumo (La nave di Teseo, 2017) di Massimo Onofri e nel singolare "Atlante sconfinato di isole reali e immaginarie, scritto con curiosità e leggerezza da un viaggiatore che ama i libri e le storie che essi raccontano" Isolitudini. Atlante letterario delle isole e dei mari di Massimo Onofri (La nave di Teseo, 2019). È invece riconoscibile tra i personaggi del romanzo L'ultima innocenza (2023) di Emiliano Morreale. 

## Saggi e studi
- Pasolini, una vita violentata, Roma, Coniglio Editore, 2005, ISBN 88-88833-12-9
- La Tuscia nel cinema. Film, storie, protagonisti, Viterbo, Melting Pot Edizioni, 2008, ISBN 88-903523-0-2
- Continuarono a chiamarlo Bud Spencer (con Matteo Norcini), Roma, Struwwelpeter Edizioni, 2008, ISBN 88-6237-016-4
- Luce rossa. La nascita e le prime fasi del cinema pornografico in Italia, (con Andrea Napoli), Roma, Iacobelli, 2014, ISBN 88-6252-213-4
- La Tuscia nel cinema. Film, storie, protagonisti (nuova edizione), Viterbo, Archeoares, 2023, ISBN 8899822972
- Pier Paolo Pasolini. L'uomo e l'intellettuale in 50 interviste, Roma, Iacobelli, 2025, ISBN 8862527896

## Filmografia
- L'avventurosa storia di Gola Profonda in Italia, regia di Monica Repetto - documentario (2005)
- Il poeta del cinema estremo - documentario (2006)[4]
- Quando il soft diventa hard - documentario (2007)[5]
- Storia proibita del '900 italiano. La questione omosessuale, regia di Davide Savelli - serie TV (2007)
- Storia proibita degli anni '80. La porno invasione, regia di Davide Savelli - serie TV (2009)
- Pier Paolo Pasolini - Il santo infame, regia di Graziano Conversano - documentario (2015)[6]
- Ne avete di finocchi in casa?, regia di Andrea Meroni - documentario (2017)
- Tuscia, sogni e favole (serie Di là dal fiume e tra gli alberi, Rai 5), regia di Giuseppe Sansonna - documentario (2020)
- Coerentemente Ballista, regia di Andrea Meroni - documentario (2020)
- Pasolini, cronologia di un delitto politico, regia di Paolo Fiore Angelini - documentario (2022)